# عزيز الديحاني
عزيز رحيم الديحاني دبلوماسي كويتي، سفير الكويت لدى الأردن، وأول سفير لبلاده لدى فلسطين.

## مناصبه
شغل خلال حياته العملية عددا من المناصب، منها:
- مساعد وزير الخارجية لشؤون الوطن العربي.
- سفير الكويت لدى جمهورية باكستان.
- سفير غير مقيم لدى جمهورية كازاخستان وطاجيكستان.
- سفير الكويت في سوريا.
- مندوب دولة الكويت الدائم لدى جامعة الدول العربية.
- سفير الكويت لدى الأردن.
- سفير غير مقيم لدى دولة فلسطين.

## أوسمة
في 1 مارس 2023: منحه الرئيس الفلسطيني محمود عباس نجمة القدس من وسام القدس وذلك لمناسبة انتهاء مهمته سفيرًا غير مقيم لدى دولة فلسطين.